# Kraftdreikampf (Special Olympics)

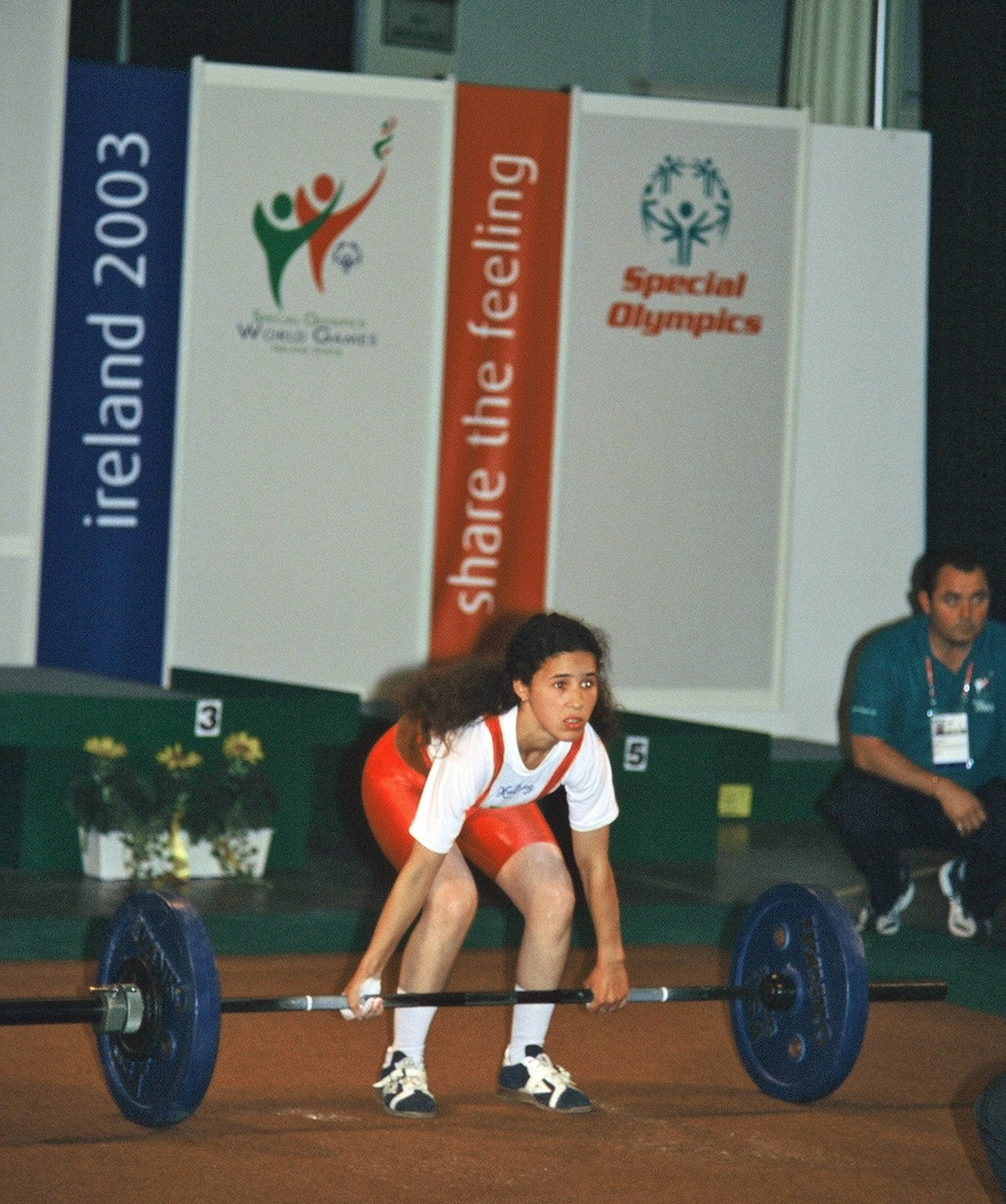
Gewichtheben der Frauen bei den Special Olympics World Summer Games in Dublin, 2003

Kraftdreikampf (Special Olympics) ist eine Sportart, die auf den Regeln des Kraftdreikampfs beruht und in Wettbewerben und Trainingseinheiten der Organisation Special Olympics weltweit für geistig und mehrfach beeinträchtigte Menschen angeboten wird. Kraftdreikampf ist seit 1983 bei Special Olympics World Games mit den Disziplinen Kniebeugen, Bankdrücken und Kreuzheben vertreten.

## Allgemeines

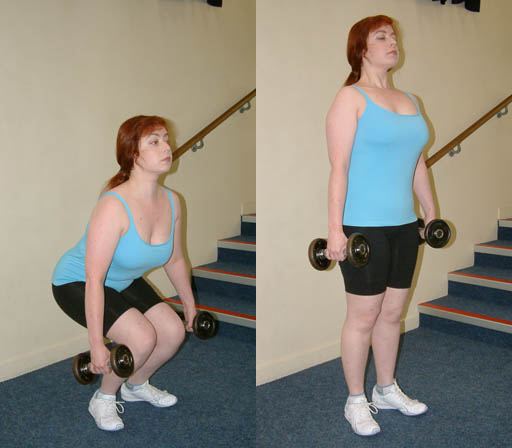
Kreuzheben mit Hanteln

Der Kraftdreikampf (englisch: Power lifting) gehört zur Schwerathletik und ist eine Untergruppe des Gewichthebens, aber die Einstiegsschwelle für Athleten und Athletinnen mit geistiger Beeinträchtigung ist niedriger als bei diesem. Beim Kraftdreikampf verfolgt man das Ziel, möglichst große Lasten zu bewältigen. Dies erfordert eine Kombination von fehlerfreier Technik und maximaler Kraft.

Die Disziplin Kniebeugen

Kraftdreikampf setzt sich aus den drei Disziplinen Kniebeugen, Bankdrücken und Kreuzheben zusammen. Bei Wettbewerben von Special Olympics Deutschland können diese Disziplinen als Zweikampf (Bankdrücken und Kreuzheben) oder als Dreikampf ausgetragen werden.
Seit 1983 ist der Kraftdreikampf bei Special Olympics World Summer Games vertreten. 1980 fand in Lowell, USA, der erste Kraftdreikampf für Frauen statt.

## Regeln
Mithilfe spezieller Bewegungen versucht jeder Athlet, ein größeres Gewicht zu heben als die Konkurrenten. Die Sportart erfordert Ausdauer, Durchhaltevermögen und Anstrengungsbereitschaft. Erfolg wird nicht nur durch Training, sondern auch durch eine entschlossene Haltung erreicht. Mit der Hantel wird zwar die körperliche Stärke gemessen, aber sie fordert den Athleten auch dazu heraus, sich zu verbessern und keine Kompromisse einzugehen.
Special Olympics International hat die Sportregeln für Kraftdreikampf auf Grundlage des Regelwerks für Kraftdreikampf des internationalen Fachverbandes International Powerlifting Federation (IPF) erstellt. Die Bestimmungen der IPF oder die des Bundesverbandes Deutscher Kraftdreikämpfer werden in Deutschland angewendet, soweit sie nicht im Widerspruch zu den offiziellen Special Olympics Sportregeln für Kraftdreikampf oder zu Artikel 1 der Sportregeln stehen. In den USA werden die Vorschriften des United States Powerlifting (USAPL) herangezogen. So können Special Olympics Kraftdreikampf-Wettbewerbe nach weltweit gültigen allgemeinen Standards abgehalten werden.

## Besonderheiten bei Special Olympics

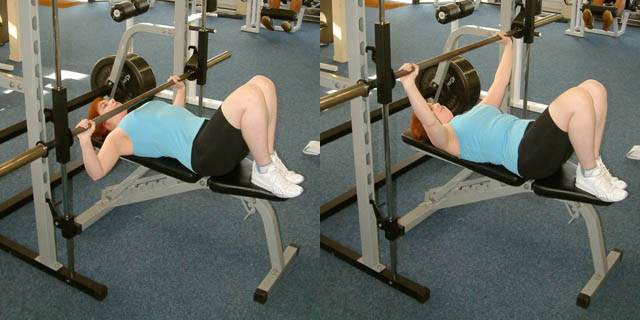
Bankdrücken

Special Olympics International gestattet es Athleten mit körperlichen Beeinträchtigungen, zweiteilige Sportkleidung zu tragen, bei der beide Teile eng anliegend sind. Es sind eng anliegende Track Pants und Shorts erlaubt. Beim Bankdrücken kann man einen Ganzkörper-Aerobicanzug tragen. Das Gewichtheben mit Prothese und eine Orthese mit Schuhen sind erlaubt.
Es gilt ein Mindestalter von 16 Jahren.
Die Athletinnen und Athleten werden nach Alter und Körpergewicht in Klassen eingeteilt. Dabei bilden die hier aufgelisteten Gewichte jeweils die Obergrenze für die angegebene Gewichtsklasse. Wenn erforderlich, werden Gewichtsklassen mit der Wilks-Formel zusammengefasst. Die Klassen im Einzelnen:
- Alterseinteilung: Sub-Junior (14–18) – Junior (19–23) – Senior (24–39) – Master (40+)
- Gewichtsklassen Athleten: 53 – 59 – 66–74 – 83–93 – 105 – 120 – 120+ kg
- Gewichtsklassen Athletinnen: 43 – 47 – 52 – 57 – 63 – 72 – 84 – 84+ kg[5]

Die Gruppen umfassen maximal 14 Athleten. Die Summe der jeweils besten Ergebnisse in den absolvierten Disziplinen (Bankdrücken und Kreuzheben bzw. Kniebeugen, Bankdrücken und Kreuzheben) ergibt das Finalergebnis.
Die verwendeten Hanteln, Hantelscheiben, Kniebeuge- und Sitzbankgestelle werden vorab von Special Olympics International bzw. von Special Olympics Deutschland geprüft.
Mit roten, blauen und gelben Fehlerkarten sowie Lichtsignalen werden die Entscheidungen des Kampfgerichts darüber, ob ein Fehler vorliegt und ob ein Versuch ungültig ist, kommuniziert und danach für die Athletinnen und Athleten verständlich erklärt.  Kampfrichtende überwachen die genaue Ausführung der Bewegungen, geben alle Signale und vergeben Fehlerpunkte.
Bandagen sind nur im Bereich der Handgelenke und Knie gestattet und müssen genehmigt sein. Zudem dürfen um den Daumen zwei Lagen medizinisches Klebeband (Tape) getragen werden.

## Wettkämpfe
Angeboten werden:
- Kniebeugen
- Bankdrücken
- Kreuzheben
- Kraftzweikampf
- Kraftdreikampf

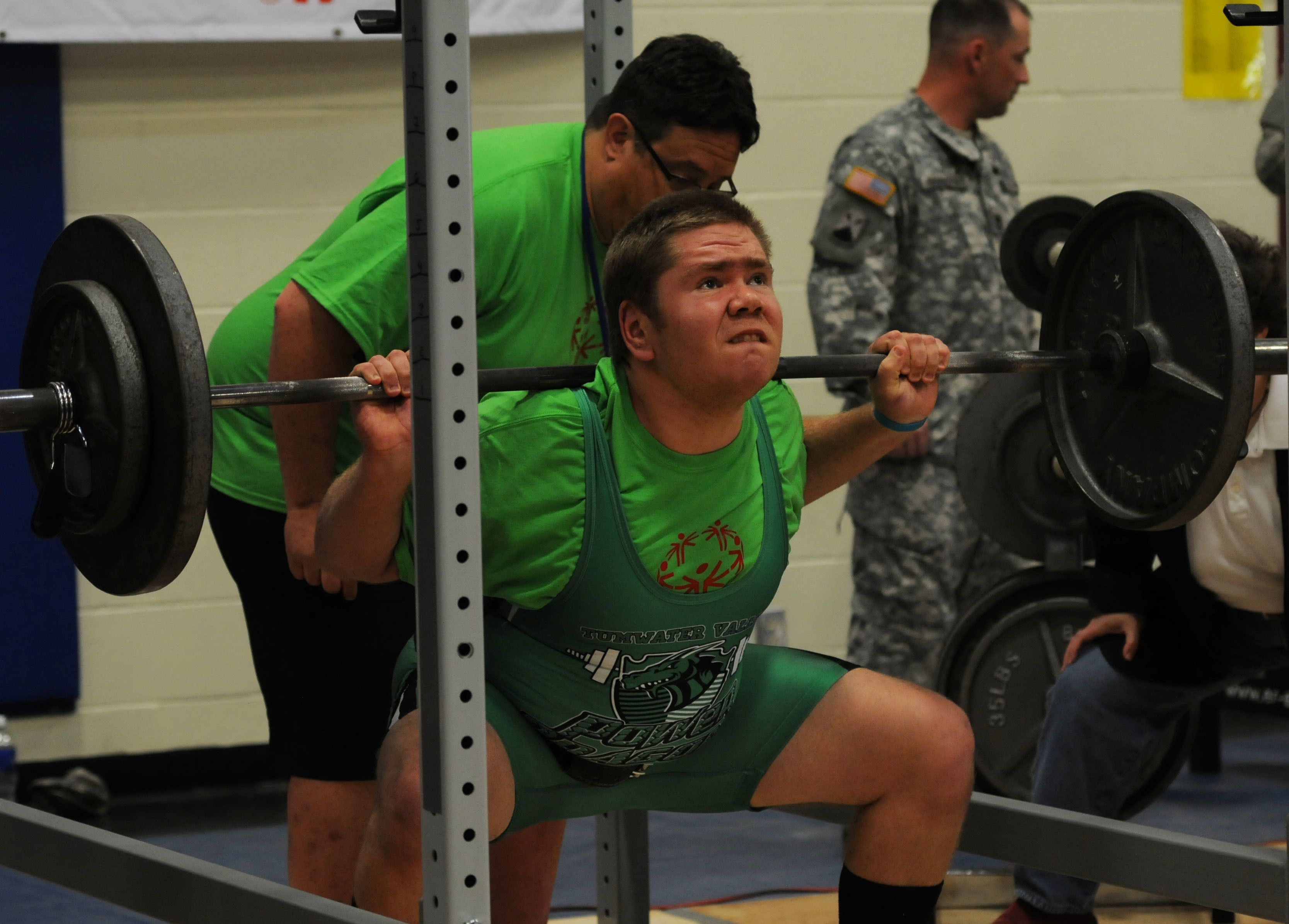
Corvin McGarey hebt aus der Hocke 205 Pfund bei den Special Olympics Washington, 2015

- Unified Sports-Kraftdreikampf: Ein Athlet und ein Partner treten gemeinsam an, das Team wird nach der Summe der erfolgreich gestemmten Gewichte beurteilt. Um das für den Wettbewerb maßgebliche Gewicht zu berechnen, wird ein Koeffizient aus dem Gewicht von Athlet und Partner gebildet.[5]

## Gewichtheben bei Special Olympics World Games

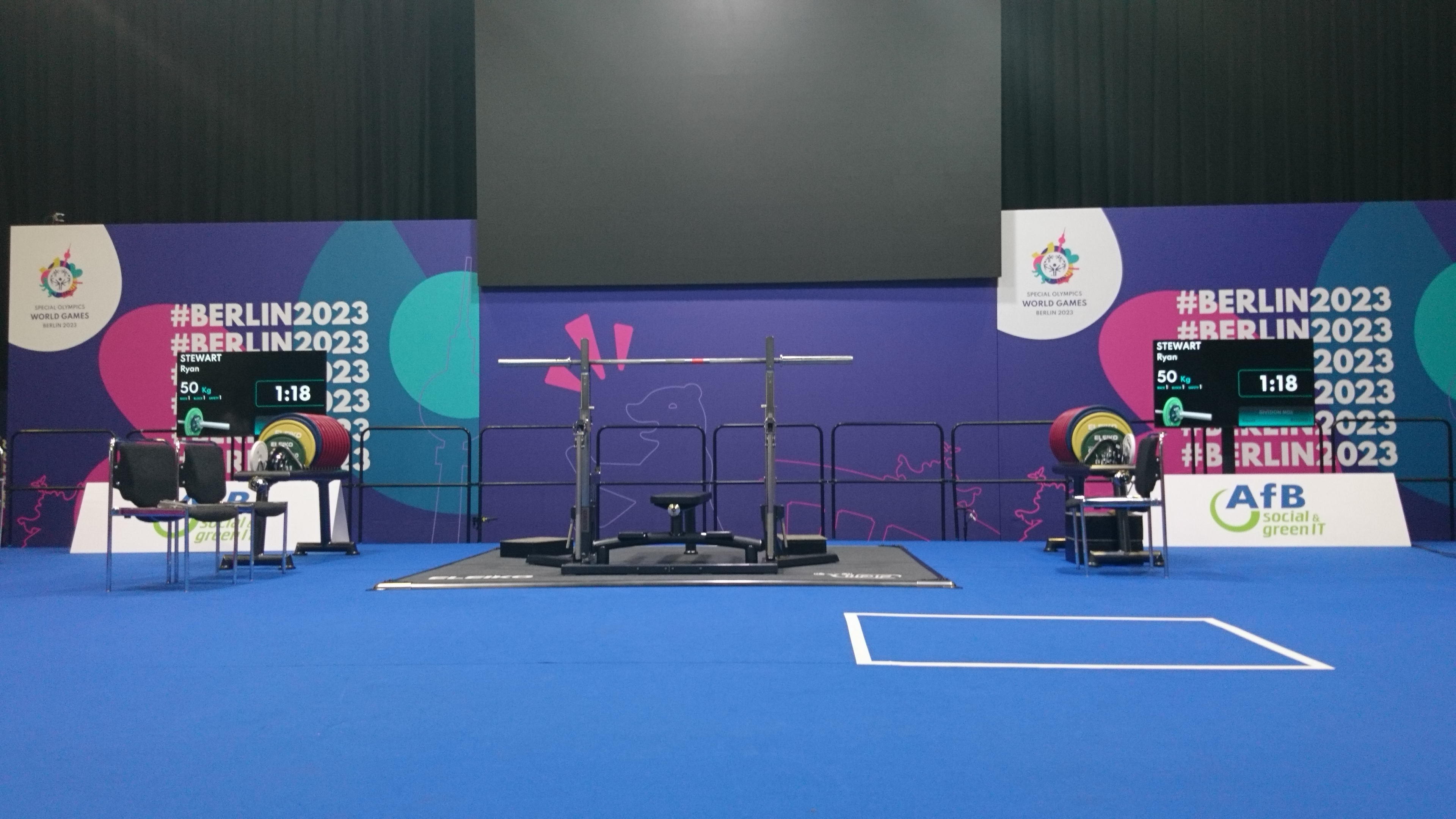
Austragungsort Kraftdreikampf bei den Special Olympics World Summer Games 2023, Berlin, Messe, vor Beginn der Wettbewerbe

Gewichtheben ist seit 1983 bei Special Olympics World Games vertreten.
Seit 2005 stieg die Zahl der Special Olympics Athleten im Bereich Gewichtheben um über 113 Prozent. 2011 nahmen 29.447 Special Olympics Athleten an Wettbewerben im Gewichtheben teil.
Zu den Special Olympics Sommerspielen 2023 wurden 152 Athleten erwartet. Es wurden die Disziplinen Bankdrücken, Kombiniert: Bankdrücken und Kreuzheben sowie Kombiniert: Kniebeuge, Bankdrücken und Kreuzheben angeboten, jedoch keine Unified-Wettkämpfe.